# 塔洛格·麦克阿丘尔
塔洛格·麦克阿丘尔（苏格兰盖尔语：Talorc mac Achiuir）是傳說中皮克特人的国王（387年—412年在位），生平不詳，僅名字於統治者名單中被提及。